# Remy Shand
Remy Shand (Winnipeg, 14 ottobre 1977) è un cantautore e compositore canadese.
Ha pubblicato il suo album di debutto, The Way I Feel, nel 2002 per la Motown Records.
Shand impara a suonare la chitarra ed il basso acustico intorno ai 12 anni; a differenza di quanto accadeva tra i giovani della sua generazione negli anni ottanta e novanta, influenzati dall'hip hop e dalla musica pop, Shand segue le orme del padre, un cultore della musica soul.

## Biografia
Ispirato da artisti come Marvin Gaye, Al Green, Herbie Hancock, Steely Dan e Stevie Wonder, fin dal 1998 inizia a scrivere brani musicali in completa autonomia di genere R&B e neo soul. Queste canzoni andarono a comporre il suo album d'esordio, The Way I Feel, pubblicato nel 2001 in Canada e Europa e il 12 marzo 2002 negli Stati Uniti dopo essere stato contrattualizzato dall'etichetta discografica Motown dal quale furono estratti due singoli che ottennero successo su scala internazionale, Take a Message e Rock Steady. anche l'album ottenne un notevole successo di pubblico e critica, tanto da vincere un Juno Awards nel 2003 nella categoria "R&B/Soul Recording of the Year" e far ottenere all'artista altre tre candidature nella stessa edizione del premio nelle categorie "Artist of the Year", "Producer of the Year" e "Songwriter of the Year". L'artista fu protagonista anche del Grammy Awards 2003 con quattro candidature: "Best R&B Album", "Best Traditional R&B Vocal Performance" (per il brano Rock Steady), "Best Male R&B Vocal Performance" (per Take a Message) e "Best R&B Song" (per Take a Message). Sul piano delle vendite, l'album ottenne un ottimo riscontro in Canada, dove ottenne il disco di platino per le oltre 100 000 copie vendute.
Dopo aver annunciato l'intenzione di registrare un nuovo album nel 2003, l'artista sospese l'attività discografica, apparendo sul web nel 2014 diffondendo alcuni nuovi brani.
Nel 2022 la divisione canadese della Universal ha pubblicato in collaborazione con la Motown una versione "Deluxe" del suo primo e unico album The Way I Feel, contenente come bonus track alcuni brani pubblicati nelle edizioni estere del disco nella sua pubblicazione originale e la versione strumentale dei tre singoli estratti. La pubblicazione fu anticipata dal singolo A Day in the Shand, uscito esclusivamente sulla piattaforma di streaming canadese Pure Tracks.

## Discografia

### Album in studio
- 2001 – The Way I Feel

### Singoli
- 2002 – Take a Message
- 2002 – The Way I Feel
- 2002 – Rocksteady

## Premi e riconoscimenti
2003
- Juno Award come "R&B/Soul Recording of the Year" per The Way I Feel[5]

### Candidature
2003
- Grammy Award come "Best R&B Album" per The Way I Feel[6]
- Grammy Award come "Best Traditional R&B Vocal Performance" per Rock Steady[6]
- Grammy Award come "Best Male R&B Vocal Performance" per Take a Message[6]
- Grammy Award come "Best R&B Song" per Take a Message[6]
- Juno Award come "Artist of the Year"[5]
- Juno Award come "Songwriter of the Year"[5]
- Juno Award come "Producer of the Year"[5]